# Afterburner (Band)
Afterburner (eigene Schreibweise: AFTERBURNER) ist eine seit 1996 aus Bremer Musikern bestehende Rockband, gegründet in Osterholz-Scharmbeck bei Bremen, die in ihrem normalen Programm überwiegend englischsprachige Coverversionen, welche sich an Hits aus den 1960er, 1970er, 1980er sowie 1990er Jahren orientieren, interpretiert und damit bereits im gesamten Bundesgebiet sowie auch in der Schweiz aufgetreten ist.
Eine besondere Ausrichtung der Band besteht in ihrem musikalischen Engagement als bekennende Anhänger des Fußballvereins Werder Bremen, in dessen Zuge sie seit 2004 mehrere Tonträgerproduktionen mit eigens geschriebenen Werder-Songs veröffentlicht hat oder an solchen beteiligt war.

## Geschichte
Afterburner wurde im Juni 1996 von Patrick Dost, Tjalf Hoyer, Wilhelm Kandt, Stefan Mahlstedt, Eric Schloen und Ulrich Wortmann gegründet. 2009 wechselte die Besetzung an den drei Saiteninstrumenten, seitdem gehören Maximilian zur Jacobsmühlen und Felix Weidenhöfer zur festen Formation. 2018 wurde Gunnar Segelken von Sebastian Ascher am Bass abgelöst.
Afterburner tritt vorwiegend in Clubs, bei Stadtfesten und Festivals auf und hat im Zuge des Bestehens gemeinsame Shows mit den Bands Status Quo (2003), Uriah Heep (2004), The Sweet (2005), Manfred Mann’s Earth Band (2007), The Hooters (2010), SAGA (2011) und Stereolove (2013) sowie den Künstlern Roger Hodgson (2012), Chima (2013), Cassandra Steen (2013) und Andreas Kümmert (2016) absolviert.
Mit der weihnachtlichen Konzertreihe „Burning Christmas“ begründete die Band 1997 eine erfolgreiche Tradition, in deren Rahmen zahlreiche Bands und Musiker aus der Region Bremen wie z. B. De fofftig Penns, Kleinstadthelden, Grillmaster Flash oder Johannes Strate aufgetreten sind.

## Repertoire
Im Gegensatz zu einer reinen Coverband werden die Originale von Afterburner mitunter deutlich abgewandelt und besonders hinsichtlich Tempo, Intensität und Instrumentierung verändert. Die dadurch entstehende stilistische Vereinheitlichung erweckt den Anschein, dass die Band eigene Songs spielt. Dieser Eindruck wird von Elementen ihrer Bühnenshow noch gestützt. Die Auftritte der Band sind in der Regel von einem hohen energetischen Aufwand gekennzeichnet. Das mehr als 150 Songs umfassende Repertoire besteht u. a. aus Titeln wie Rebel Yell, Footloose, My Sharona oder Video Killed the Radio Star.
Des Weiteren grenzt sich Afterburner von einer gewöhnlichen Coverband dahingehend ab, dass seit Gründung der Band regelmäßig Musikalbum- oder Extended-Play-Produktionen erscheinen. Auf diesen Tonträgern befinden sich zudem immer auch Eigenkompositionen.

## Status als Werder-Band
Von Moderatoren und Stadionsprechern wie Christian Stoll oder Arnd Zeigler sowie Verantwortlichen des SV Werder Bremen wurde Afterburner mehrfach als die „Werder-Band“ bezeichnet. Aus dem Bestand ihrer Werder-Songs sticht das Lied Wir sind Werder Bremen heraus – eine Interpretation des 1960er-Jahre-Hits Daydream Believer von The Monkees, das mit einem deutschen Text versehen wurde, der Werders Double-Saison 2004 sowie wesentliche Charakteristika des Vereins thematisiert und 2004 beim Label A45 Music erschien. Der Titel genießt mittlerweile Kultstatus in der Bremer Fanszene sowie im Verein, findet gemeinsam mit der Band Erwähnung in mehreren Veröffentlichungen und ertönt im Weserstadion immer unmittelbar nach Abpfiff des Spiels, insofern die Mannschaft des SV Werder die Partie erfolgreich gestalten konnte. Weitere bekannte Titel, die ebenfalls im Stadionprogramm berücksichtigt werden, sind Hier regiert der SVW, Fan von Werder und Ewergreen. Die Alben mit Werder-Musik hat Afterburner auf Sony Music Entertainment (Werder rockt!) sowie dem Bremer Label Fuego (Ewergreens) veröffentlicht.
2005 spielte die Band anlässlich des Champions-League-Auftakts der Saison 2005/2006 im Vorfeld der Partie Werder Bremen vs. FC Barcelona ihren ersten von bislang vier Auftritten im Bremer Weserstadion, seit 2006 ist Afterburner regelmäßiger Gast bei der jährlichen Großveranstaltung „Werders Tag der Fans“. Bei weiteren Konzerten mit Bezug zum SV Werder trat Afterburner gemeinsam mit Bremer Musikern wie FlowinImmO, den Original Deutschmachern oder Versengold auf. Bei einem 2014 erschienenen, erfolgreichen Werder-Lied auf Plattdeutsch hat Sänger Tjalf Hoyer zudem die Gruppe De fofftig Penns unterstützt. Im Dezember 2014 spielte Afterburner in reduzierter Besetzung in der Oberen Festhalle des Bremer Rathauses vor prominenten Ehrengästen anlässlich der offiziellen Verabschiedung von Ex-Werder-Präsident Klaus-Dieter Fischer, der den Refrain eines ihm dort gewidmeten Liedes später zum Titel seiner Buchveröffentlichung „Du bist Werder Bremen“ machte.
Wenn die Band im Werder-Kontext auftritt, bezeichnen sich die Musiker gemäß ihrem Werder-Album manchmal als „Ewergreens“ und sind dann oft wie eine Fußballmannschaft in eigens dafür vom SV Werder zur Verfügung gestellten Trikots, kurzen Hosen und Stutzen gekleidet. Seit Folge 4 (Gast: Claudio Pizarro) bilden jeweils ein bis drei Musiker der Band die musikalische Begleitung der Werder.TV-Produktion Werder Up’n Swutsch mit dem Moderator Lou Richter. Beim vorletzten Heimspiel der Saison 2015/16 traten Afterburner gemeinsam mit den ehemaligen Werder-Profis Jonny Otten und Wynton Rufer im Rahmen der Fan-Aktion #greenwhitewonderwall vor dem Weserstadion auf.
Afterburner steuerte mit Wunder sehen und Wir sind Werder Bremen zwei Songs zum Doppelalbum Lauter Werder bei, das im Jahr 2019 veröffentlicht wurde.

## Soziales Engagement
Afterburner und einzelne Mitglieder der Band haben seit Bestehen der Band mehrere Benefiz-Konzerte und soziale Initiativen, u. a. die Werder Bremen Stiftung, unterstützt. Sänger Tjalf Hoyer ist seit 2013 neben Personen des öffentlichen Lebens wie Matthias Brandt, Wigald Boning oder Thomas Schaaf Botschafter der CSR-Marke des Vereins und hat im Rahmen dieses Engagements u. a. für ein Hilfsprojekt in Afrika den Kilimandscharo bestiegen.

## Auszeichnungen
- 2004: Urkunde von Radio Bremen 4 für besondere kulturelle Verdienste

## Diskografie
Alben
- 1996: Burnin’ Alive
- 1997: Lesson in Rock
- 1998: Rockaholic
- 1999: Flammable
- 2003: Kakophonia – Live
- 2004: Meister EP (Single EP)
- 2004: Lebenslang grün-weiß – das Double Album (Kompilation, A45music)
- 2007: Werder Rockt! (Kompilation, SME Special Interest)
- 2008: Lebenslang grün-weiß – das Hörbuch (Hörbuch, Edition Temmen)
- 2012: Here to Save the Rock (Album-DVD)
- 2012: Ewergreens (Album, Fuego)[33]
- 2013: Ewergreens – Nachspielzeit (EP,  Fuego)
- 2018: Werder Wunderland (Single,  Fuego)
- 2019: Lauter Werder (Kompilation,  Fuego)